# RTL Autowereld
RTL Autowereld (ook bekend als Autowereld) is een Nederlands autoprogramma dat wekelijks wordt uitgezonden bij RTL 7, RTL 5 en ook te zien is op Videoland, YouTube, RTL 4 (herhalingen) en diverse sociale media.
In het programma ziet men autonieuws, autotests, interviews, innovaties en klassieke auto's. Het vaste team van presentatoren bestaat uit Tom Coronel, Allard Kalff, Andreas Pol, Jeroen Mul, Rintje Ritsma en Stéphane Kox. Daarnaast is klassiekerexpert Nico Aaldering vaak te zien met bijzondere auto's van vroeger en brengt Rick van Stippent gebruikte auto's weer in nieuwstaat.
Autowereld bestaat sinds 2001 en wordt geproduceerd door PGM in Huizen. Het programma werd tot 2007 gepresenteerd door Michael Pilarczyk. Alwien Tulner was co-presentator van het programma in seizoen 2009-2010. In seizoen 2018-2019 waren Marcella de Bie en JayJay Boske co-presentatoren.